# Герман (Каравангелис)
Митрополи́т Ге́рман (греч. Μητροπολίτης Γερμανός, в миру Стилиано́с Караванге́лис, греч. Στυλιανός Καραβαγγέλης; 16 июня 1866, Стипси или Лесбос — 11 февраля 1935, Вена) — епископ Константинопольской православной церкви, Митрополит Амасийский (1924—1935, 1922—1924). Также занимал Иоаннинскую (1922—1924) и Касторийскую (1900—1908) кафедры.
Организатор отрядов самообороны и политический руководитель греческого населения регионов Западная Македония и Понт.

## Биография

### Ранние годы
Родился в городке Стипси, острова Лесбос 16 июня 1866 года. Отец его был родом с острова Псара. Герман был вторым ребёнком в семье которая насчитывала 9 детей.
Когда ему было 2 года семья переселилась на противоположный малоазийский берег в город Адрамитион (ныне Эдремит), где он и вырос и где у его отца было торговое дело.
Получив стипендию митрополита Эфесского Агафангела (Гаврилидиса), уехал учится в Халкинскую богословскую школу, которую окончил в 1888 году с отличием и был рукоположён в сан диакона Партиархом Дионисием V с наречением имени Герман в честь основателя семинарии Патриарха Германа IV.
При финансовой поддержке греческого мецената Павла Стефановика, Герман продолжил учёбу в городах Бонн и Лейпциг, где 13 февраля 1891 года получил степень доктора философии за работу «Учение о Боге Феофила Антиохийского».
После этого он вернулся в Константинополь, где в августе 1891 года был назначен профессором Халкинской богословской школы и до своей епископской хиротонии преподавал Церковную историю, гомилетику, богословие и еврейскую археологию.

### Священник и викарный епископ
6 марта 1894 года Патриархом Константинопольским Неофитом VIII был рукоположён в сан священника.
В феврале 1896 году Герман был рукоположён титулярного епископа Хариопольского с резиденцией в Перане (Константинополь) и развернул деятельность против иностранной пропаганды, поддерживая греческое образование, отвоёвывая учеников у иностранных школ, в особенности у католических.

### Митрополит Касторийский
21 октября 1900 года Патриархом Константином V назначен митрополитом Касторийским в Западной Македонии. В Западной Македонии он застал обстановку засилья и террора вооружённых сторонников Болгарского экзархата, при попустительстве и поощрении турецких властей, против сторонников Патриархата и греческого населения. Греческий священники и учителя, после ряда убийств, покидали свои сёла, многие церкви были закрыты и, как рассказывал сам Герман, чтобы провести службу в одной из закрытых церквей он собственноручно взломал двери топором.
Не найдя поддержки в греческом консульстве города Монастир (ныне Битола), Герман решил обратиться к местным силам и ответить болгарам такой же тактикой и приступил к созданию греческих отрядов самообороны.
За ним последовали другие иерархи и борьба за Македонию приобрела массовый характер. Он сумел привлечь к этой борьбе и сторонников патриархии из славяноязычного меньшинства, самым известным из которых стал капитан Коттас.
В этой борьбе всех против всех митрополит Герман, как и болгары, не гнушался сотрудничеством с турками. В результате часть сёл, прежде находившихся в духовном подчинении Болгарского экзархата, вернулись под омофор Константинопольского Патриарха.
Параллельно на политической арене он потребовал вмешательства греческого государства в эту борьбу чтобы не оставить инициативу за болгарами.
Его борьба носила более церковный нежели этно-центрический характер и его доклады премьер-министру Греции Заимису и Делияннису вначале не имели результата. Более того, Заимис заявлял в узком кругу: «Надо отделаться от Каравангелиса, он способен причинить нам большой вред».

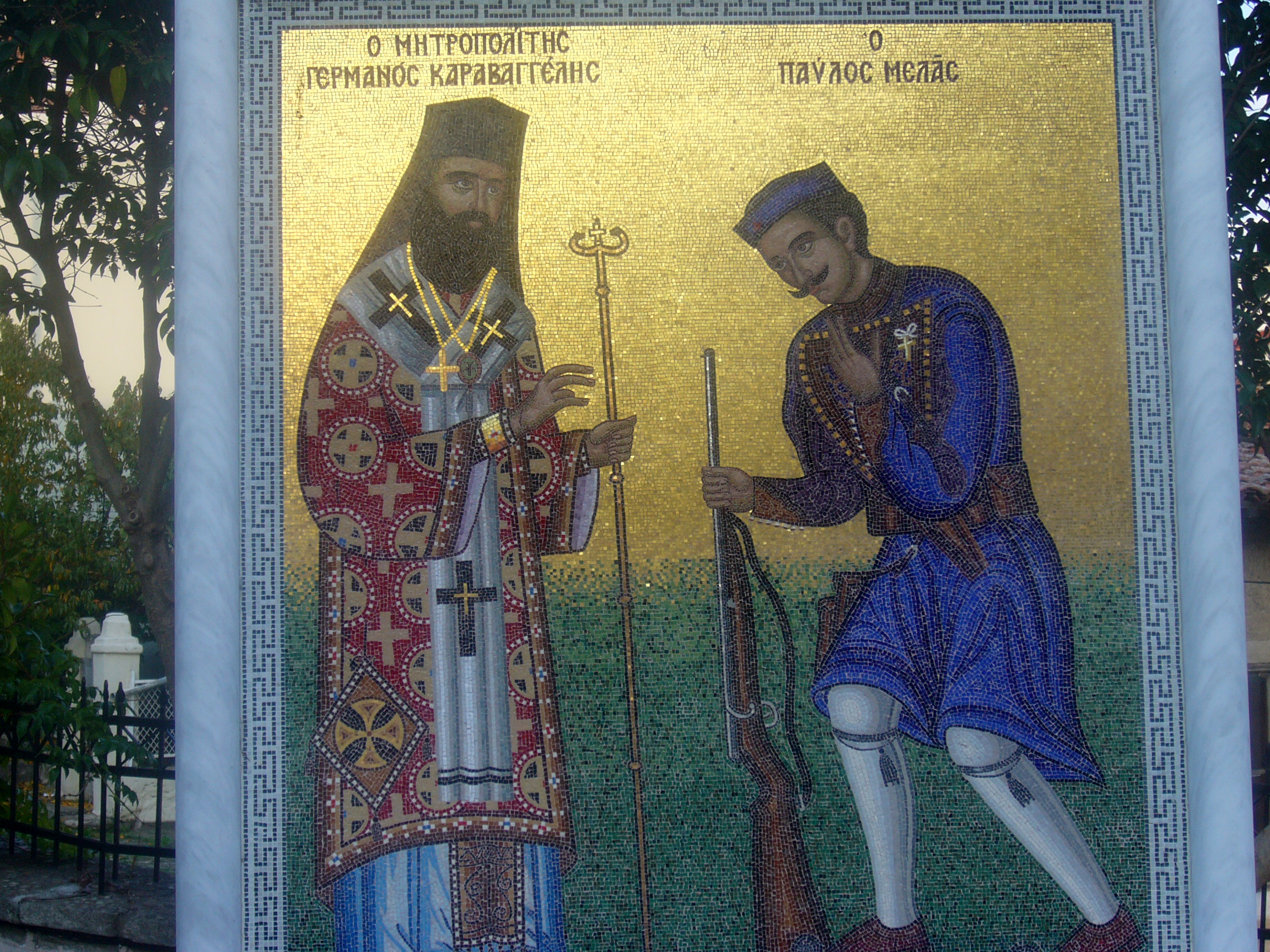
Митрополит Герман (Каравангелис) благословляет Павлоса Мелоса

Но под давлением общественного мнения греческое правительство решило принять участие в вооружённом сопротивлении.
Греческая духовенство возглавляемое Германом было одной из составляющих этого вооружённого противостояния, в результате чего митрополит стал самым большим врагом болгарского Комитета. Но Герман нажил и других врагов. Так по ошибке, вместо него, был убит митрополит Корчинский Фотий (Калпидис), скорее всего албанцами.
В последующие 7 лет (1900—1907) разрушения приняли массовый характер. Герман воодушевил и благословил офицера греческой армии Вардаса на возмездие за болгарские зверства, учинив такую же резню в селе Горицани, о которой Герман пишет в своих мемуарах.
Греческие и болгарские отряды, сражаясь друг с другом, одновременно противостояли и османской армии. Когда окружённый турками погиб в бою самый известный македономах греческий офицер Павлос Мелас, его голова была отрублена и захоронена своим же соратником, чтобы убитый не был опознан. Турки догадываясь кому принадлежало обезглавленное тело решили вручить его болгарам, на поругание. В гомеровском противостоянии вокруг тела Меласа, Герману удалось заполучить покойника, отпеть и захоронить в Касторие.
Занятый борьбой против болгар, Герман не скрывал своей конечной цели как следует из его заявления:
«Наша игра с турками — временная. Придёт день когда Эллинизм заявит о своих правах, но сегодня первоочерёдной задачей является разгром болгар».
Борьба за Македонию была свёрнута после младотурецкой революции, поскольку у христианского населения появилась надежда на лучшую жизнь в реформированной империи, с гражданским равноправием. В ходе Первой Балканской войны Касторья и практически вся западная Македония были освобождены греческой армией. То что регион сохранил свой греческий характер до своего освобождения, во многом заслуга митрополита Герман.
В 1906 году, ещё до прекращения борьбы за Македонию, османские власти, по указке британского посольства, потребовали от патриарха отзыва митрополитов городов Монастир, Гревена, Драма и Кастория.
Герман, пробыв некоторое время в Константинополе, был избран и послан в 1908 году митрополитом в понтийскую епархию Амисос (Самсун).

### Митрополит Амасийский
Герман прибыл морем в Самсун 25 марта 1908 году и сразу развил бурную деятельность по созданию греческих школ. Он создал гимназию, признанную Афинским университетом, и при ней самый большой в Турции крытый гимнастический зал со снарядами присланными из Афин.
В 1913 году умер Константинопольский Патриарх Иоаким III. Герман был в числе троих кандидатов, но отступил в пользу старца митрополита Халкидонского Германа.
В апреле 1914 года, будучи в Германии, Герман узнал о начавшихся гонениях против его паствы. Ему удалось задействовать родственные связи греческой королевы Софии с германским двором и приостановить гонения. Но через несколько недель после его возвращения в июне 1914 года, началась Первая мировая война.
Турки мобилизовали всех греков Понта от 20 до 45 лет в так называемые «тамбуру орду» (рабочие батальоны) отправляя их в глубинку Анатолии, где они тысячами гибли от голода и лишений. В 1915 году турки приступили к массовой резне христианского населения, начиная с армян, и армянские семьи сотнями отдавали своих детей под защиту митрополита Германа, который в свою очередь распределял их среди греческих семей.
В 1916 году наступил черёд греков, когда началась депортация всего населения в глубинку Анатолии. Приятельские отношения Германа с маршалом Вехип-паша, который в свою очередь помнил корректное отношение к нему, когда он был пленным в Афинах в 1913 г. после Бизани (см. Битва при Бизани), дали отсрочку событиям, но ненадолго.
Результатом продолжающегося террора стала организация греческим населением, при поддержке митрополита, партизанских отрядов самообороны, которые со временем стали насчитывать 20 тыс. бойцов.
Герман послал с командиром Хараламбидисом письмо Юденичу, с просьбой продолжить наступление, занять Самсун и спасти христианское население. Хараламбидис на паруснике доставил письмо в Трапезунд.
Став таким образом мишенью для турок, Герман был отправлен в Константинополь, где был посажен в тюрьму но всё же избежал смерти и был выпущен по ходатайству Патриарха.
По окончании войны Герман, на английском эсминце, вернулся в Самсун. Греческие отряды и выжившие из депортации и резни возвращались в свои города и сёла.
В 1919 году в Самсун прибыл Мустафа Кемаль (будущий Ататюрк), который пожелал встретится с Германом, но митрополит игнорировал его.
В 1920 году, после начала кемалистского движения, Герман активизировался в создании фронта оппозиционных Кемалю турок, курдов и черкесов.
В разгар греческого наступления в западной Малой Азии и сразу после взятия города Герман прибыл в Кютахья (см. Сражение при Афьонкарахисаре-Эскишехире), где предложил греческому генералитету послать 1 полк морем в регион Понта, который вместе с местными партизанскими отрядами двинется в тыл Кемаля, в сторону Анкары. Но ответом штабиста генерала Виктора Дусманиса было «ни одного солдата, тем более что через месяц я буду в Анкаре».
Между тем кемалисты продолжали дело истребления христиан начатое младотурками. 8 месяцев находился в тюрьме города Амасья его викарий Платон (Айвазидис) с 69 священниками и старейшинами, но пока исход войны был неясен, турки не решались казнить их. Как только греческая армия отошла от Анкары, все 70 были казнены. Одновременно Топал Осман-ага казнил 1500 человек из молодёжи Самсуна.
Герман находился в Константинополе, на очередных патриарших выборах. Ожидалось что Герман в этот раз наверняка станет патриархом, но его посетила делегация греческих офицеров «Национальной Обороны», с просьбой отступить в пользу Мелетия Метаксакиса, который с его знакомствами в США и Британии был крайне нужен для национального дела.

Моё избрание в 1921 году на Вселенский престол было несомненным. Из 17 голосов 16 было подано за меня. Тогда один из моих мирских друзей предложил мне 10 000 лир, если я откажусь от избрания в пользу Мелетия Метаксакиса. Естественно, я отверг это предложение с негодованием и отвращением. Однако, ночью перед выборами меня неожиданно посетила делегация из трёх человек, членов «Лиги Национальной Обороны». Они стали горячо убеждать меня снять свою кандидатуру в пользу Мелетия Метаксакиса. Члены делегации сказали, что Мелетий имеет возможность внести 100 000 долларов на нужды Патриархии и, состоя в весьма дружеских отношениях с протестантскими епископами в Англии и Америке, может быть полезен в международных делах. Поэтому национальные интересы требуют, чтобы патриархом был избран Мелетий Метаксакис. Таково было и желание Елевферия Венизелоса. Я продумал над этим предложением всю ночь. В патриархии царил экономический хаос. Афинское правительство перестало посылать субсидии, а других доходов не было. Регулярное жалование не выдавали уже в течение девяти месяцев. Благотворительные организации патриархии находились в критическом материальном положении. По этим причинам и ради блага народа я принял это предложение…

На выборах в ноябре 1921 году в очередной раз отступил от собственной кандидатуры и поддержал кандидатуру архиепископа Мелетия.
В марте 1922 году Герман был послан в Белград, для вручения томоса новых сербских провинций и признания митрополита Белградского Димитрия (Павловича) Патриархом Сербским. С мая по октябрь Герман по делам Патриархата находился в Бухаресте, а затем снова в Белграде.

### Митрополит Иоаннинский
Между тем кемалисты вошли в Константинополь и Герман был приговорён заочно к смертной казни. Не получив гарантий о его жизни от Антанты, Священный Синод избрал его митрополитом Янинским, когда его корабль был ещё в пути к Константинополю. Когда судно причалило, секретарь Синода не разрешил ему сойти и вручил письмо патриарха и документы нового назначения.
С присущей ему энергией Герман начал свою деятельность в Эпире, создав школу ковроткачества в Янина, освободив для этой цели городские казармы и задействовав в школе женщин-беженок из Малой Азии. Одновременно Герман подготовил два, почти пустующих, монастыря под школы земледелия и шелководства, соответственно.
Но уже через год, в апреле 1924 года, он узнал что Патриархат избрал его митрополитом Венгерским, где фактически не было приходов, но осознав проблему Патриархат создал новую экзархию Центральной Европы и послал Германа в Вену, «в ссылку», как он сам говорил. Здесь «в ссылке» и в крайней бедности митрополит Герман умер в 11 феврале 1935 года.
Его мемуары о борьбе за Македонию были изданы «Обществом Македонских исследований» в 1959 году. В том же году, «Общество» и «Фонд исследований полуострова Хемус (Балкан)» финансировали перезахоронение его останков, которые с почётом были привезены сначала в Фессалоники а затем в Касторью, где они и были помещены в крипте под его памятником.